# Dana Carroll
Dana Carroll (Palm Springs, 2 de Setembro de 1943) é um bioquímico dos Estados Unidos.

## Biografia
É doutorado pela Universidade de Utah, onde foi professor do departamento de Bioquímica que dirigiu durante 24 anos.

## Prémios
- Prémio Edward Novitski 2012.[3]